# Moneilema armatum
Moneilema armatum är en skalbaggsart som beskrevs av Leconte 1853. Moneilema armatum ingår i släktet Moneilema och familjen långhorningar. Inga underarter finns listade i Catalogue of Life.